# Birgit Fischer
Birgit Fischer (Brandeburgo sulla Havel, 25 gennaio 1962) è un'ex canoista tedesca.
Ha partecipato e vinto medaglie in sei edizioni olimpiche e numerosi titoli mondiali. Ha gareggiato prima per la squadra della Germania Est e poi per la Germania unificata.

## Biografia
Nell'agosto 2002 la trasmissione Unsere Besten l'ha eletta al 2º posto tra i più grandi sportivi tedeschi di tutti i tempi solo alle spalle di Michael Schumacher.

## Palmarès
- Olimpiadi

Mosca 1980: oro nel K1 500 m.
Seul 1988: oro nel K2 500 m e nel K4 500 m e argento nel K1 500 m.
Barcellona 1992: oro nel K1 500 m e argento nel K4 500 m.
Atlanta 1996: oro nel K4 500 m e argento nel K2 500 m.
Sydney 2000: oro nel K2 500 m e nel K4 500 m.
Atene 2004: oro nel K4 500 m e argento nel K2 500 m.
- Mondiali

1979: oro nel K4 500 m.
1981: oro nel K1 500 m, K2 500 m e K4 500 m.
1982: oro nel K1 500 m, K2 500 m e K4 500 m.
1983: oro nel K1 500 m, K2 500 m e K4 500 m.
1985: oro nel K1 500 m, K2 500 m e K4 500 m.
1987: oro nel K1 500 m, K2 500 m e K4 500 m.
1993: oro nel K1 500 m e K4 500 m e bronzo nel K1 5000 m.
1994: oro nel K1 500 m e K4 500 m, argento nel K2 200 m e K4 200 m e bronzo nel K2 500 m.
1995: oro nel K4 500 m e argento nel K4 200 m.
1997: oro nel K2 200 m, K2 500, K2 1000 m, K4 200 m e K4 500 m.
1998: oro nel K4 500 m, argento nel K2 500 m e K2 1000 m.
1999: argento nel K4 500 m.
2005: bronzo nel K2 200 m e nel K4 1000 m.
- Campionati europei di canoa/kayak sprint

Poznań 2000: oro nel K2 1000m e K4 500m, argento nel K2 200m e K4 200m, bronzo nel K2 500m.
Poznań 2004: argento nel K2 500m e bronzo nel K2 200m.
Poznań 2005: argento nel K4 1000m e bronzo nel K2 200m.